# 大学通信
株式会社大学通信（だいがくつうしん、DAIGAKUTSUSHIN Corporation）とは大学受験書籍などの出版社である。
サンデー毎日などの週刊誌にも情報提供している。サンデー毎日特別増刊『大学入試全記録「高校の実力」完全版』は大学通信の協力によって出版されている。

## 出版物
- 君はどの大学を選ぶべきか
- 私立中学校・高等学校受験年鑑
- 東京圏私立小学校情報・幼稚園情報
- 東京圏私立中高合格サクセスガイド
- 私立大学試験日一覧
- 私立短期大学試験日一覧
- 私立中学・高等学校試験日一覧